# Floating car data
Il Floating car data o Floating cellular data o in sigla FCD (italiano: dati automobilistici mobili), è un metodo per determinare l'andamento del traffico su una rete stradale. È basato sulla collezione di dati geolocalizzati, velocità, direzione di viaggio e informazioni temporali provenienti da telefoni cellulari all'interno dei veicoli guidati.
Questi dati sono una fonte essenziale per le informazioni sul traffico e per i sistemi di trasporto intelligenti (ITS).
Questo significa che ogni veicolo con un telefono cellulare attivo agisce da sensore nella rete stradale.
Basandosi su questi dati, può essere identificata la congestione del traffico, possono essere calcolati i tempi di viaggio, e creati rapidamente report sul traffico.
Rispetto alla telecamere per il traffico, ad i sistemi di riconoscimento della targa, e ai circuiti a induzione posti sull'asfalto stradale, non è necessario alcun hardware addizionale da porre nella rete stradale.

## Tecniche di rilevamento

### Non in tempo reale
- Sondaggi a mano
- Registrazione video e ricerca manuale
- Registrazione dei dati nel veicolo

### In tempo reale
- beacon a lato stradale e tag dedicato a breve raggio
- Traccia GPS + rete GSM
- Triangolazione del segnale radio
- ANPR (Automatic number plate recognition): Riconoscimento automatico del numero di targa